# Prawo Grassmanna (elektromagnetyzm)
Prawo Grassmanna – wzór pozwalający obliczyć siłę, z jaką jeden przewodnik z prądem w próżni oddziałuje na drugi.
{\displaystyle \mathrm {d} {\vec {F}}_{12}={\frac {\mu _{0}}{4\pi }}I_{1}I_{2}{\frac {\mathrm {d} {\vec {l}}_{2}\times (\mathrm {d} {\vec {l}}_{1}\times {\vec {r}}_{12})}{|{\vec {r}}_{12}|^{3}}},}
gdzie:
{\displaystyle \mathrm {d} {\vec {F}}} – elementarna siła,
{\displaystyle \mu _{0}} – przenikalność magnetyczna próżni,
{\displaystyle I_{1},I_{2}} – prądy płynące w obu przewodnikach,
{\displaystyle \mathrm {d} {\vec {l}}_{1,2}} – różniczkowe elementy długości obu przewodów,
{\displaystyle {\vec {r}}_{12}} – promień wodzący o początku w określonym punkcie pierwszego przewodnika i końcu w rozważanym punkcie drugiego przewodnika,
{\displaystyle \times } – symbol działania iloczynu wektorowego.
Ma on znaczenie tylko formalne. Wynika z siły Lorentza i prawa Biota-Savarta.
Wtedy: {\displaystyle {\vec {F}}_{12}=\int \mathrm {d} {\vec {F}}_{12}.}